# Mimmi Zetterström
Vilhelmina ("Mimmi") Katarina Zetterström, född  Zetterström 3 mars 1843 i Gävle, död 26 maj 1885 i Paris, var en svensk målare.
Mimmi Zetterström utbildade sig för Josef Wilhelm Wallander vid Konstakademien i Stockholm 1867–1872 som en i den första kullen kvinnliga studenter vid Fruntimmersavdelningen och begav sig därefter till Paris för att vidareutbilda sig och var i fortsättningen huvudsakligen bosatt där. Hon medverkade ett flertal gånger i Parissalongen 1875–1880 bland annat ställde hon ut kopian av Johan Fredrik Höckerts Lapplandsinteriör som hon målat i Stockholm under elevtiden. Där ställde hon även sin egen Lapplandsinteriör En lappfamilj 1875 som väckte uppmärksamhet och köptes in av franska staten. Målningen visade influenser från Höckert – Zetterström hade under sin elevtid kopierat dennes Lappkåta på beställning av Karl XV. Även till världsutställningen i Paris 1878 bidrog hon med en tavla med samemotiv. Hon var representerad vid några av Konstakademiens utställningar på 1860-talet. Till hennes verk hör även historiemålningen Charlotte Gorday inför revolutionsdomstolen, en avbildning av August Lindberg som Hamlet, flera landskapsstycken från både Sverige och Sicilien samt ett självporträtt i olja som sedan 1939 finns i Nationalmuseums samlingar hon är även representerad vid Dalarnas museum och Nordiska museet. Hon var gift Zetterström men äktenskapet upplöstes genom en skilsmässa. I sitt hem i Paris utövade hon i viss uträckning mecenatskap för bland annat Ingel Fallstedt, Carl Gustaf Hellqvist och Per Ekström vilken den senare under en period hade sina matdagar hos henne. Hennes konst består av genremotiv och porträtt.